# Biologia systemów
Biologia systemów, biologia systemowa – dziedzina nauki zajmująca się systemami biologicznymi, takimi jak sieci interakcji białek lub sieci ścieżek metabolicznych. Stosuje narzędzia matematyczne, głównie z dziedziny teorii grafów, do badania cech systemów, analizowania właściwości ich komponentów i ich wpływu na działanie całej sieci, oraz modelowania systemów. Łączy informacje zdobywane przez dziedziny nauki takie jak: genomika, transkryptomika, proteomika, lipidomika i metabolomika.

## Sieci biologiczne

### Interakcje białek
Jednym z podstawowych rodzajów sieci są sieci przedstawiające interakcje między białkami, które zachodzą w organizmie. Podstawowymi metodami odkrywania interakcji białko-białko są Tandemowa Chromatografia Powinowactwa (ang. Tandem Affinity Purification, TAP), drożdżowy system dwuhybrydowy i metody nazywanej w języku angielskim "protein–fragment complementation assay" (PCA). Sieć wszystkich interakcji białek potencjalnie kodowanych przez dany genom nazywamy interaktomem. Popularną bazą danych interakcji białkowych jest baza String.

### Interakcje genetyczne
Mówi się, że między genami A i B zachodzi interakcja, jeśli fenotyp mutanta podwójnego AB nie jest złożeniem fenotypów mutantów A i B. Przeważnie oznacza to, że produkty tych genów należą do tego samego szlaku, w związku z czym uszkodzenie jednego z nich może wpływać na działanie drugiego. Interakcje genetyczne dzielimy na łagodzące i pogarszające. Interakcja łagodząca oznacza, że fentoyp mutanta podwójnego jest lżejszy niż przewidywany sumaryczny fenotyp mutantów pojedynczych; sytuacja taka może przykładowo zachodzić, kiedy geny leżą w tym samym szlaku, jeden wyżej od drugiego, i mutacja genu leżącego wyżej całkowicie unieruchamia szlak, w związku z czym mutacja drugiego w niczym nie zmienia fenotypu mutanta. Interakcja pogarszająca, zwana też syntetyczną, oznacza, że fenotyp mutanta podwójnego jest cięższy niż sumaryczny fenotyp mutantów pojedynczych; może się tak zdarzyć, kiedy np. brak produktu genu A może być rekompensowany produktem genu B i odwrotnie, ale uszkodzenie ich obu sprawia, że cały szlak zostaje uszkodzony. Interakcje genetyczne bada się przeważnie badając fenotypy pojedynczych i podwójnych mutantów. Analiza sieci interakcji genetycznych umożliwia m.in. wnioskowanie o funkcji genu na podstawie funkcji genów, z którymi wchodzi w interakcje.

### Sieci metaboliczne
Sieci metaboliczne składają się ze szlaków metabolicznych; ilustrują kolejne reakcje, którym poddawane są metabolity i podają katalizujące je enzymy. Popularną bazą danych zawierającą m.in. sieci metaboliczne jest KEGG.

## Zastosowania
Biologia systemów znajduje wiele zastosowań we współczesnej nauce. Umożliwia poznawanie funkcji genów poprzez analizę genów, z którymi wchodzą w interakcje. Pozwala na analizowanie wpływu pojedynczego komponentu sieci na całą sieć - dzięki temu możemy wnioskować, jaki wpływ będzie miała mutacja pojedynczego genu na zachowanie całej komórki albo na jakie szlaki metaboliczne wpłynie uszkodzenie danego białka (np. podczas choroby lub w ramach opracowywanej terapii). Potencjalnie stwarza dodatkowe możliwości dla medycyny - analizując sieci możemy dowiedzieć się, jakie kompotenty są kluczowe w ich działaniu, i w związku z tym działanie których jest niezbędne dla przywrócenia poprawnego funkcjonowania uszkodzonym systemom.